# Dzungariet

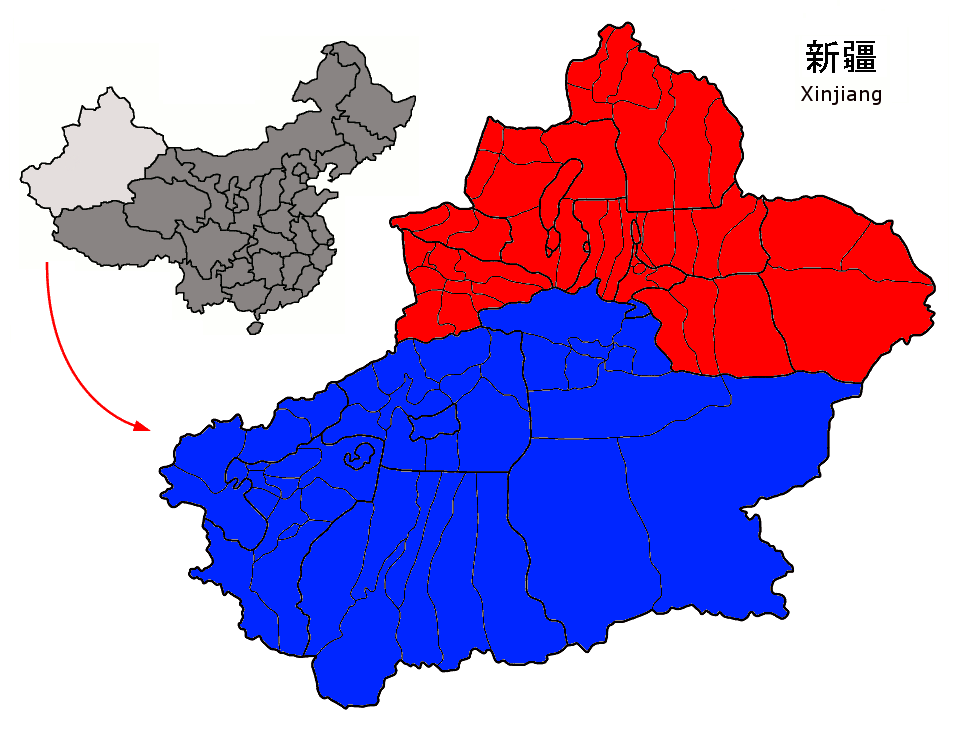
Det röda området på kartan markerar Dzungariet, medan det blåa representerar Tarimbäckenet.

Dzungariet, Dsungariet, Dzjungariet eller Dsjungariet, är det historisk-etnografiska namnet på en region i Centralasien som idag är belägen i norra Xinjiang. Området omfattar cirka 777 000 km². Geografiskt utgörs det av ett stort bäcken, ibland kallat Dzungarbäckenet, Junggarbäckenet eller Junggar Pendi. 

## Geografi
Dzungariet är enligt Eduard Suess att uppfatta som en stor dalsänka, genomdragen av bergtrösklar och ned mot vilken de kringliggande bergen falla med branta sluttningar. De olika partierna av sänkan kallas cholai. Norra Dzungariet sänker sig från Altai ned till Svarta Irtysj, som flyter fram mellan Altai och Tarbagatai genom ett brett pass (Dzungariska porten) till Zajsan-sjön (413 m.).
En annan stäppsjö, Ulungursjön (466 m.), upptar visserligen Urungusjön från Altai, men saknar i regel avlopp. Denna stora port mot stäppen har i alla tider varit den viktigaste utfartsvägen mot väster för Mongoliets folk. På ryska gränsen reser sig Musstau i Saurkedjan till 3 638 m. och en topp i Tarbagatai till 2 906 m.
Mellersta Dzungariet, särdeles mellan 46° och 45° nordlig bredgrad, upptas av öknar, som fortsätta åt öster med av tagande bredd, eftersom Tarbagatai och Tianshan närmar sig varandra. Denna del är lägre än den norra. Södra Dzungariet är ett högt bergland, fyllt av grenar av Tianshan-systemet, som Dzungariska Alatau, längst i väster, Irencha-tau, Bogdoola, och andra. 
Ürümqi, Yining och Karamay är idag de största städerna i Dzungariet.
Som ett politiskt eller geografiskt begrepp har Dzungariet praktiskt taget försvunnit från kartan, bortsett från det centrala området som fortfarande kallas Dzunggarbäckenet (Junggar Pendi). Och i fjällkedjan som sydost om Balchasjsjön sträcker sig nordöst längs gränsen mellan Kazakstan och Kina återfinns namnet i Dzungariska Alatau. 
Dzungariet och avledda former av ordet har också använts för att ge namn åt förhistoriska djur som funnits i klippformationer i Dzunggarbäckenet:
- Dsungaripterus weii (pterosaurie)
- Junggarsuchus sloani (crocodylomorph)

## Historia

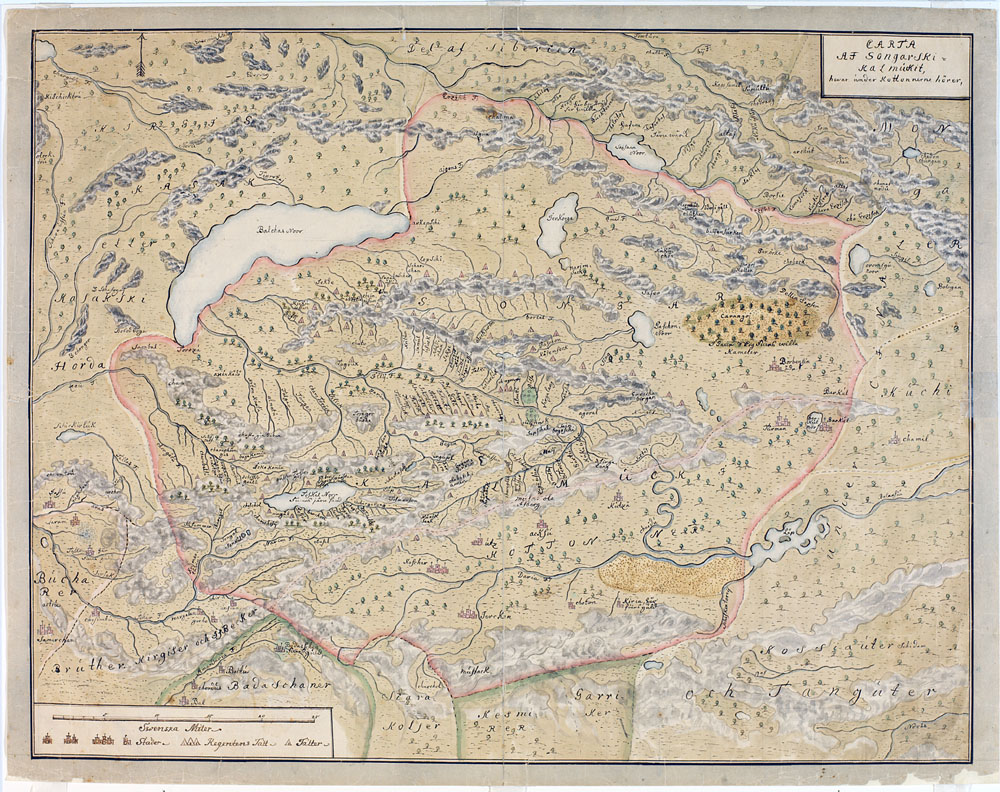
Johan Gustaf Renats karta över Dzungariet

Regionen har fått sitt namn från den mongoliska stammen dzungarerna som en gång behärskade området. Folket kallades dzungarer då de utgjorde den vänstra flanken (mongoliska: züün, vänster, gar, hand) av den mongoliska armén. Efter Mongolväldets upplösning uppstod i Dzungariet flera småstater, och även en större stat, Dzungarkhanatet. I början på 1700-talet vistades den svenske krigsfången Johan Gustaf Renat i Dzungariet, där han bland annat hjälpte de dzungariska khanerna Tsewang Rabtan och Galdan Tseren med att gjuta kanoner och rita kartor över regionen. 
1756-1758 intogs Dzungariet, området räknades då ända till Ili-dalen, av Qingdynastin och stora delar av den dzungariska befolkningen utplånades eller fördrevs. Istället invandrade hankineser, uighurer och dunganer till området. Genom ett dunganuppror 1864-1866 bröts Qing-imperiets makt vid Ili. 1871 besatte Ryssland Kulja, men återlämnade det i fördraget med Kina 14 februari 1881 och behöll blott 11 288 km², omfattande den västra delen. Av det kinesiska, östra Dzungariet räknades norra delen (Tarbagatai) till Mongoliet och den södra (Kulja) till Östturkestan. 1884 införlivades Dzungariet med den nya kinesiska provinsen Xinjiang, vilket den tillhört sedan dess.